# Maria Girona i Benet
Pour les articles homonymes, voir Girona (homonymie) et Benet (homonymie).
Maria Girona i Benet, connue dans le monde de l'art comme Maria Girona, née à Barcelone en 1923 et morte en 2015 dans cette même ville, est une peintre espagnole.

## Biographie
Issue d'une famille d'artistes, fille de l'architecte Lluis Girona, Maria Girona est l'élève de son oncle, le peintre et critique d'art Rafael Benet, à l'Académie Tárrega de Barcelone.
Elle commence à participer aux expositions du groupe Els Vuit. En 1945, à la fin de la Seconde Guerre mondiale, elle rencontre au sein de ce mouvement artistique, l'artiste Albert Ràfols-Casamada qu'elle épouse en 1952. 
En 1949, aux débuts de la dictature du général Franco, elle peut rejoindre la France grâce à une bourse du gouvernement français et étudie à Paris, à l'école du Louvre et à l'Académie de la Grande Chaumière. En 1950, elle participe à l'exposition collective des artistes espagnols, au Collège d'Espagne de la Cité internationale universitaire de Paris, dans le 14e arrondissement.
Au mois de mars 1952, elle participe à l'exposition Fleurs et natures mortes, au Musée d'Art moderne de Paris, en l'honneur du sculpteur Juli González.
Elle vit dans la capitale française jusqu'en 1954 avant de rejoindre Barcelone, alors sous le régime de la dictature franquiste, où les femmes ont des difficultés dans leur carrière professionnelle. En 1967, sous la dictature finissante, elle réussit néanmoins à être professeure de l'école de design EINA de Barcelone. Son style s'inspire du fauvisme d'Henri Matisse, mais de construction cubiste, et se transforme en une peinture d'images simples, de formes douces.
Dans les années 1970, notamment pendant la transition démocratique, elle adopte la technique du collage, à partir de laquelle est créée une série d'œuvres composées avec d'éléments d'ornementation naïf, de style démodé, évocateurs d'environnements et d'époques passés.

## Prix
- 1998 : Croix de Saint-Georges de la généralité de Catalogne.

## Postérité
En décembre 2015, la famille d'Albert Ràfols-Casamada et de Maria Girona, par le biais de l'une de leurs nièces, Maria Fuchs i Girona, lègue à la Bibliothèque de Catalogne le fonds personnel des deux artistes, qui comprend du matériel graphique et des manuscrits.  
Le fonds Albert Ràfols-Casamada - Maria Girona est un échantillon représentatif de l'activité professionnelle et de l'expérience personnelle du couple d'artistes. Il montre notamment la grande activité créatrice de la génération des années 1980 et de l'effervescence marquée par l'organisation des Jeux olympiques de 1992 à Barcelone.
Les œuvres de l'artiste sont aujourd'hui présentées dans les collections internationales, telles que celles du musée Thyssen-Bornemisza.

## Rétrospective
- 2023-2024 :  Maria Girona - Contemporary in herself, Fondation Vilas Casas, Barcelone[7].